# 이즈미정 (지바현)
이즈미정(泉町)은 지바현 지바군에 일찍이 존재했던 정이다. 현재의 지바시 와카바구 동부에 해당한다.

## 역사
- 1955년 3월 31일 - 지바군 시로이촌, 사라시나촌이 합병해 지바군 이즈미정이 신설하였다.
- 1963년 4월 1일 - 지바시에 편입되어 동일 이즈미정은 폐지되었다.

## 교통

### 도로
- 도가네 가도 (현 국도 제126호선)
- 오나리 가도 (현 지바현도 제66호선